# 楊觀光
楊觀光（1597年—1644年），字用賓，一字葵宸，號旭侖，山東招遠縣人，明朝政治人物，同進士出身。

## 生平
崇祯元年（1628年）戊辰科进士，历官詹事府少詹事，兼翰林院侍读学士，授中顺大夫。李自成攻占北京後，兩次召见，封為禮政府侍郎。李自成戰敗撤離北京時，楊觀光跟隨前往陝西長安，於途中被闖軍將領殺害。

## 事跡
楊觀光為官清廉，頗為體恤百姓，崇禎十五年（1642年）膠東一帶各縣蝗旱大饑，楊觀光倾储赈災，深受鄉人稱頌。
甲申之變時，楊觀光打開北京城門，迎接闖軍入城。傳其之後为了谄媚李闯而焚烧了明朝的太庙神主。

## 家族
有兄楊覲光，官至南京通政使。